# Onciale 0157
- Papyrus
- Onciale
- Minuscules
- Lectionnaire

Le Codex 0157, portant le numéro de référence 0157 (Gregory-Aland), est un manuscrit du Nouveau Testament sur parchemin écrit en écriture grecque onciale.

## Description
Le codex se compose d'une folio. Il est écrit en deux colonnes, de 21 lignes par colonne. Les dimensions du manuscrit sont [21,5] x 28,4 cm. Les paléographes datent ce manuscrit du VIIe siècle ou VIIIe siècle,. 
C'est un manuscrit contenant le texte incomplet de la Première épître de Jean (2,7-13). 
Kurt Aland le texte du codex ne l'a pas placé dans aucune Catégorie. 
Lieu de conservation
Il fut conservé à la Qubbat al-Khazna à Damas en Syrie. Place actuelle du logement est inconnue.